# Kaliningrad-Fischdorf
Kaliningrad-Fischdorf (Russisch: Рыбная деревня) is een stadsdeel in de Russische stad Kaliningrad. Met de bouw van het stadsdeel werd in 2006 begonnen. De buurt is gelegen op het eiland Lomze, tussen een oever van de rivier Pregolja en de Oktjabrskaja-straat.
De wijk moest een zakencentrum en toeristische trekpleister worden. De gebouwen werden opgetrokken in de stijl van hoe de gebouwen vroeger waren toen Kaliningrad nog de Oost-Pruisische hoofdstad Königsberg was, maar vormen geen exacte reconstructie van de gebouwen uit de Duitse tijd. Het project werd gefinancierd door bedrijven uit Duitsland, maar ook door de Russische overheid.
De Jubileumbrug over de Pregolja, die gebouwd werd om het 750-jarig bestaan van de stad te vieren, is de langste beweeglijke voetgangersbrug in Rusland. De brug staat op de pijlers van de vroegere Duitse Kaiserbrücke uit 1905, die tijdens de Tweede Wereldoorlog vernietigd werd.
In het centrum liggen winkels, restaurants, cafés en hotels zoals het viersterrenhotel Kaiserhof. Vanaf de uitzichttoren kan de omgeving, o.a. nabijgelegen Dom van Koningsbergen, overzien worden. De toren is gestileerd als een vuurtoren en heet toepasselijkerwijs Majak (Russisch voor vuurtoren)

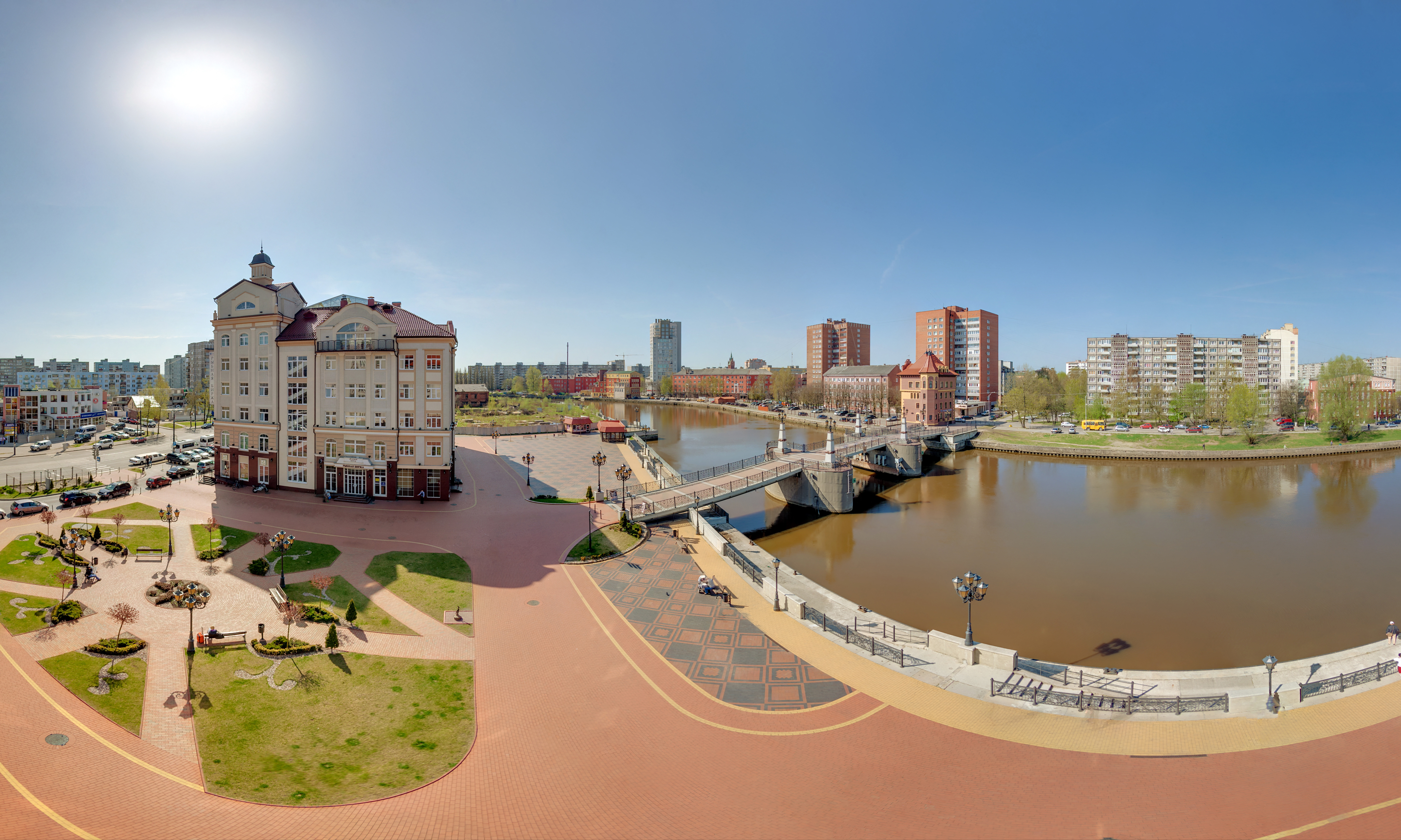
Handelscentrum Fischbörse uit april 2012